# Pío Cabanillas Alonso
Pío Cabanillas Alonso (ur. 9 grudnia 1958 w Madrycie) – hiszpański prawnik i menedżer, w latach 1998–2000 dyrektor generalny Radiotelevisión Española, od 2000 do 2002 rzecznik prasowy rządu w randze ministra.

## Życiorys
Jego ojcem był polityk Pío Cabanillas, pełniący m.in. funkcję ministra sprawiedliwości. W 1980 został absolwentem prawa na Uniwersytecie Complutense w Madrycie. Uzyskał magisterium z prawa międzynarodowego we Fletcher School of Law and Diplomacy. Pracował jako prawnik w branży mediowej, w departamencie praw człowieka Rady Europy i w Komisji Europejskiej w dyrekcji generalnej do spraw konkurencji. W latach 1989–1991 zatrudniony w News Corporation, koncernie mediowym kontrolowanym przez Ruperta Murdocha. Od 1991 pracował na dyrektorskich stanowiskach w PRISA, hiszpańskim koncernie z tej samej branży.
Od 1998 do 2000 był dyrektorem generalnym Radiotelevisión Española, hiszpańskiego komitetu radiowo-telewizyjnego. W kwietniu 2000 dołączył do drugiego gabinetu José Maríi Aznara tworzonego przez Partię Ludową. Został w nim rzecznikiem prasowym rządu w randze ministra. Funkcję tę pełnił do lipca 2002. Powrócił następnie do sektora prywatnego. Obejmował  m.in. stanowiska dyrektorskie w koncernach Endesa i Acciona oraz wiceprzewodniczącego rady dyrektorów przedsiębiorstwa Codere.